# Chibchea elqui
Chibchea elqui là một loài nhện trong họ Pholcidae. Loài này được phát hiện ở Chile.